# Ashikaga Mitsukane
Ashikaga Mitsukane est un nom japonais traditionnel ; le nom de famille (ou le nom d'école), Ashikaga, précède donc le prénom (ou le nom d'artiste).
Ashikaga Mitsukane (足利 満兼) (1378–1409) est un guerrier de l'époque Nanboku-chō, et troisième Kantō kubō de Kamakura-fu. Comme son père, Mitsukane aspire plus ou moins ouvertement au shogunat et, comme lui et ses successeurs, ne parvient pas à l'obtenir. Il meurt subitement à 32 ans , de causes naturelles.

## Biographie
Étant le fils ainé, il succède à son père Ujimitsu, qui meurt au cours d'une épidémie en 1398, à l'âge de 21 ans. En 1399, l'année après sa prise du pouvoir, Mitsukane envoie ses fils Mitsunao et Mitsusada à Sasagawa Gosho et Inamura Gosho dans la province de Mutsu pour stabiliser la situation dans la région que son père a reçu (avec la province de Dewa) en 1392 du shogun Ashikaga Yoshimochi comme récompense pour son soutien contre le clan Yamana. Cela parce qu'il s'est rendu compte de l'importance de la zone pour contrôler toute la province de Kantō. En août de la même année, il séjourne au sud de Mutsu et retourne à Kamakura seulement quatre mois plus tard. Cela accroît énormément le soutien apporté par la famille Yūki Shirakawa à ses frères, et donc à lui-même. 

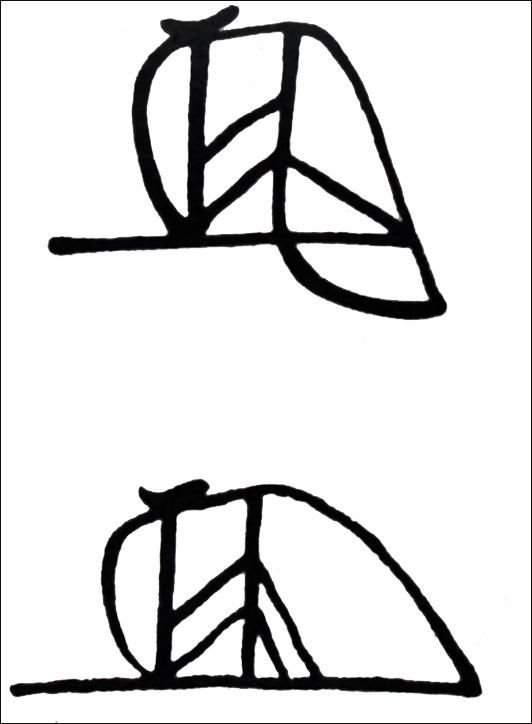
Deux versions du kaō (signature stylisée) d'Ashikaga Mitsukane

La même année, tandis que Ōuchi Yoshihiro participe à la rébellion Ōei (応永の乱, Ōei no Ran) à Izumie et s'allie à la dynastie du Sud (voir article époque Nanboku-chō), il prévoit de se joindre à lui dans l'espoir d'être en mesure de remplacer son parent, le shogun Ashikaga Yoshimochi,. Mais le plan échoue parce qu'Ōuchi est immédiatement vaincu. En partie grâce aux conseils d'Uesugi Norisada, Mitsukane abandonne alors son idée et retourne à Kamakura. Parce qu'il n'a fourni aucune aide au clan Ōuchi clan, il lui est possible de feindre l'innocence avec Ashikaga Yoshimitsu (formellement retiré mais dirigeant de facto à la place de son fils Yoshimochi jusqu'à sa mort), ce qui prévient une confrontation ouverte avec Kyoto.
Dans une prière shinto (願文, ganbun) laissée dans le Mishima-taisha à Izu, Mitsukane admet avoir attaqué des forces supérieures, remercie Uesugi Norisada pour son conseil et jure de s'amender et de ne jamais se révolter de nouveau. Il semble évident qu'à ce moment il a abandonné tout espoir de l'emporter sur Kyoto. En 1400 Mitsukane jure fidélité à Yoshimitsu et la paix entre Kamakura et Kyoto dure jusqu'à la mort de Mitsukane. 
Date Masamune, ancêtre du plus renommé tozama daimyo du shogunat Tokugawa, avec quelques alliés, s'est rebellé dans le Sud et le centre de Mutsu contre Kamakura, aussi en 1402 Mitsukane envoie-t-il Uesugi Ujinori (le futur Uesugi Zenshū) pour mater la révolte. À cette époque circule à Kyoto une rumeur selon laquelle Mitsukane est fou. Que la rumeur ait un fondement n'est pas clair mais, dans ce cas, cela peut très bien avoir été une conséquence de son échec à renverser le shogunat. Il meurt de cause naturelle à l'âge de 32 ans. Comme ses prédécesseurs, il est enterré au Zuisen-ji de Kamakura.